# Palazzo della Galleria
Il palazzo della Galleria è un edificio situato in via Cairoli, a Livorno, di fronte al palazzo delle Poste.

## Storia e descrizione
All'inizio del Novecento le condizioni igieniche del centro cittadino era precarie.
Del resto, il tessuto urbano era composto da vecchi palazzi secenteschi, rialzati nel corso del tempo, al cui interno si concentravano le classi meno abbienti; gli angusti cortili erano divenuti vere e proprie discariche, mentre le strade, strette e sporche, non permettevano un'idonea circolazione dell'aria.
Di conseguenza si fece impellente la necessità di redigere un piano di risanamento per i quartieri posti alle spalle del duomo.
Il programma, avviato con la costruzione del nuovo palazzo delle Poste nel 1919, subì diversi rallentamenti.
Cosicché, mentre la sede postelegrafica stava per essere portata a termine, nel 1924 si pose mano all'isolato antistante, dove, rispolverando una vecchia idea d'inizio secolo, fu realizzato un palazzo dotato di una galleria commerciale.
Il palazzo sorse su iniziativa dell'INA Assitalia, che affidò il progetto al proprio professionista di fiducia, Ugo Giovannozzi, il quale era noto per gli interventi svolti presso gli stabilimenti termali di Montecatini.
Giovannozzi, con la collaborazione di Gino Cipriani e Giuseppe Machin, disegnò un edificio contrassegnato da un forte rimando all'architettura manierista e rinascimentale, che si evidenzia, ad esempio, nella grande serliana che segna l'accesso alla galleria commerciale.
I lavori furono ultimati nel 1926.
Dopo la seconda guerra mondiale, l'immobile subì alcune modifiche; nell'ambito del piano regolatore per la ricostruzione del centro di Livorno, l'originaria pianta trapezoidale assunse una conformazione più regolare con la costruzione di un nuovo fronte sulla via Serristori, mentre in aderenza al fronte posteriore fu edificato un nuovo ed incongruo fabbricato.